# Geografia dell'Uruguay

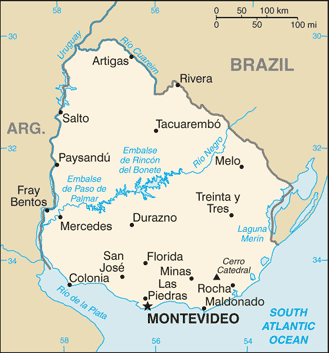
L'Uruguay.

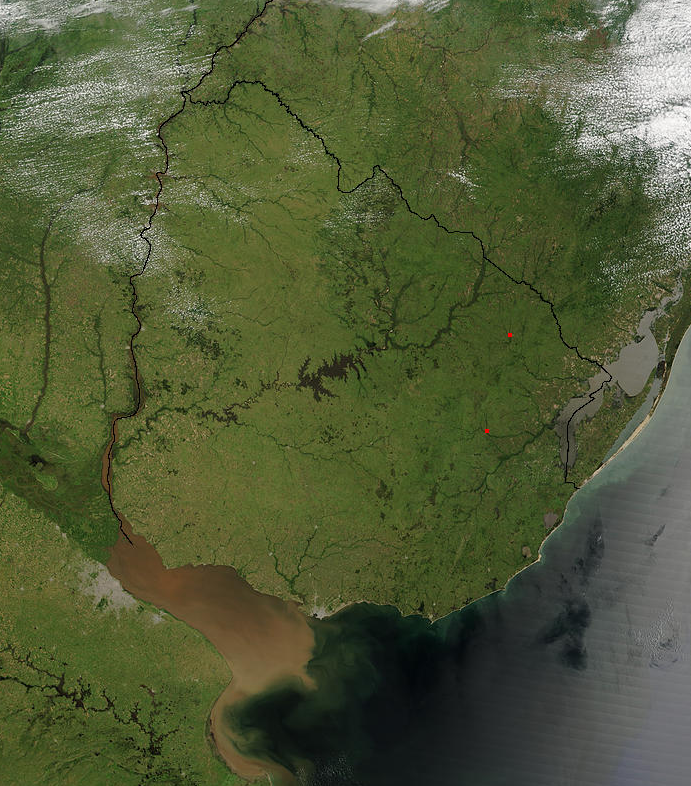
Immagine satellitare dell'Uruguay.

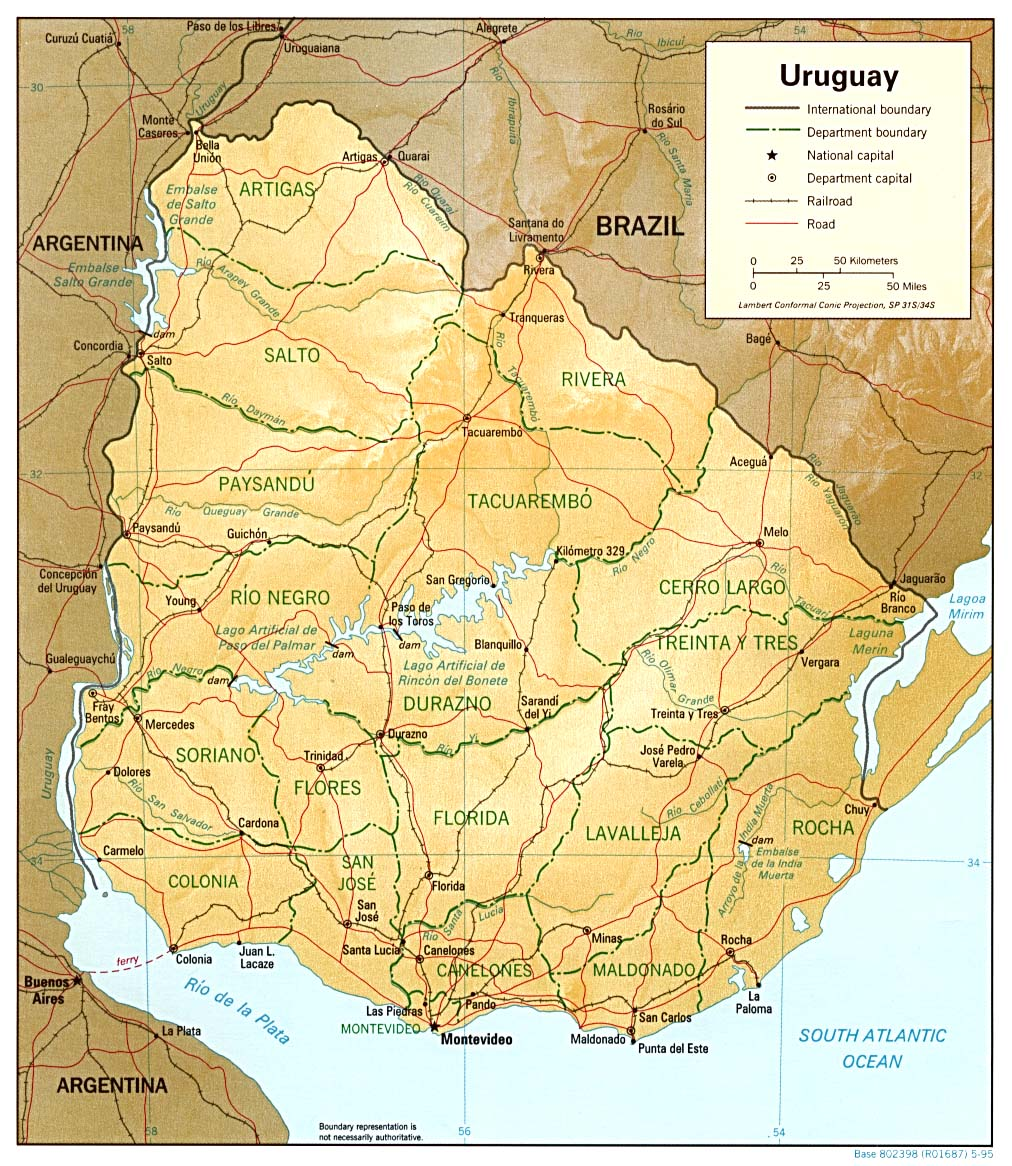
Rilievo dell'Uruguay.

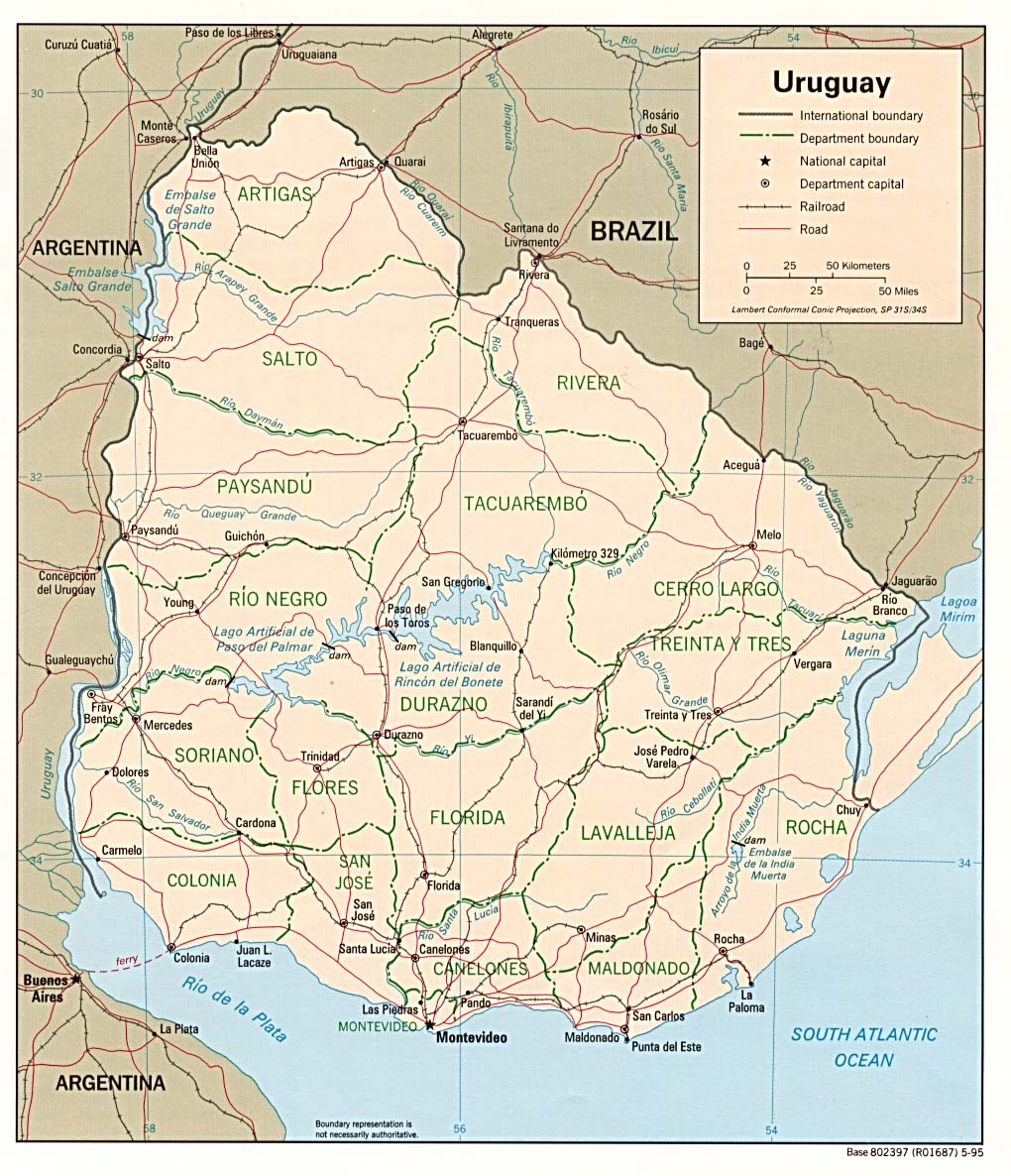
Carta politica dell'Uruguay.

L'Uruguay (176215 km²) confina a nord e a est con il Brasile, a ovest con l'Argentina e si affaccia a sud-est all'oceano Atlantico. È costituito da piane costiere e da aree intensamente spianate dall'erosione, dall'aspetto dolcemente ondulato: l'altitudine media si aggira sui 100 metri e i rilievi, che non superano i 500 m d'altezza, interessano appena il 3% della superficie complessiva.

## Vicende geologiche
Il territorio dell'Uruguay è costituito da un piccolo lembo dell'antico zoccolo brasiliano, che si affaccia sull'Atlantico a nord dell'imboccatura del Río de la Plata.
Sotto il profilo geologico, l'antico scudo cristallino precambriano, che costituisce l'ossatura del territorio uruguayano ed è formato prevalentemente da graniti e da gneiss, affiora allo scoperto nella metà meridionale del Paese.
A nord della valle del Río Negro, che corrisponde, come quella del Río Uruguay, a una grande linea di frattura, il basamento antico è ricoperto da una potente serie sedimentaria (arenarie, scisti argillosi e calcari) che dal Devoniano si spinge fino al Trias ed è nota con il nome di formazione di Gondwana.
Anch'essa risulta notevolmente peneplanata e fratturata, lasciando in tal modo spazio ad affioramenti del substrato cristallino.
La formazione di Gondwana è a sua volta coperta da trappas, espandimenti di rocce basaltiche verificatisi in concomitanza con l'orogenesi terziaria, particolarmente estesi in corrispondenza della Cuchilla de Haedo. Sedimenti più recenti (Cretaceo marino) affiorano nei pressi di Montevideo e soprattutto lungo la valle del Río Uruguay mentre depositi quaternari di varia origine (continentale marina) ricoprono le fasce costiere e i fondivalle.

## Morfologia
Il Paese ha una sua unità naturale, essendo limitato verso ovest dal corso del Río Uruguay, con il quale ha inizio una regione potamica ben distinta; soltanto verso nord i caratteri regionali continuano con poca diversità nei territori brasiliani del Rio Grande do Sul. Il fronte meridionale è marittimo e la costa, platense e atlantica, appare articolata in ampie insenature sabbiose e in rocciosi promontori, cui segue, verso est, una successione di lagune fino a quella di Mirim (che segna nuovamente il confine con il Brasile). L'altitudine media oscilla intorno ai 100 metri, e le massime elevazioni vanno dai 299 metri della Cuchilla Grande ai 420 della Cuchilla de Haedo. La quota più alta è comunque raggiunta da un rilievo marginale, l'isolato Pan de Azúcar (501 m), che sorge a un estremo della Sierra de Carapé, a breve distanza dalla costa atlantica. Nel complesso, tutto il territorio è caratterizzato da un succedersi di ampie depressioni vallive e di morbide ondulazioni, le une e le altre percorse da un'idrografia tributaria del Río Uruguay o direttamente dell'Atlantico. L'articolazione del rilievo è evidenziata essenzialmente da due principali allineamenti, diretti da sud-ovest a nord-est, appunto la Cuchilla Grande e la Cuchilla de Haedo, dai quali si diramano, in varie direzioni, numerose serie di basse colline. Le due cuchillas delimitano l'ampio bacino del Río Negro, il cui corso attraversa diagonalmente il Paese, dal confine brasiliano, in direzione sud-ovest.
La scarsissima profondità delle acque dell'Atlantico e dello stesso estuario platense (poco più di una decina di metri, e anche meno, a 50 km dalla costa) testimonia di un recente abbassamento, che ha interessato anche le coste argentine e la cui principale conseguenza è data da una ripresa dell'erosione marina, specialmente là dove la costa si articola su formazioni rocciose. Queste ultime sono state sovente modellate a guisa di falesie, note localmente con il nome di barrancos, e compaiono generalmente lungo le coste platensi (ancora più nette e rettilinee si ritrovano sulla sponda argentina), mentre su quelle atlantiche si susseguono lunghi cordoni di dune sabbiose che separano dal mare le lagune interne.

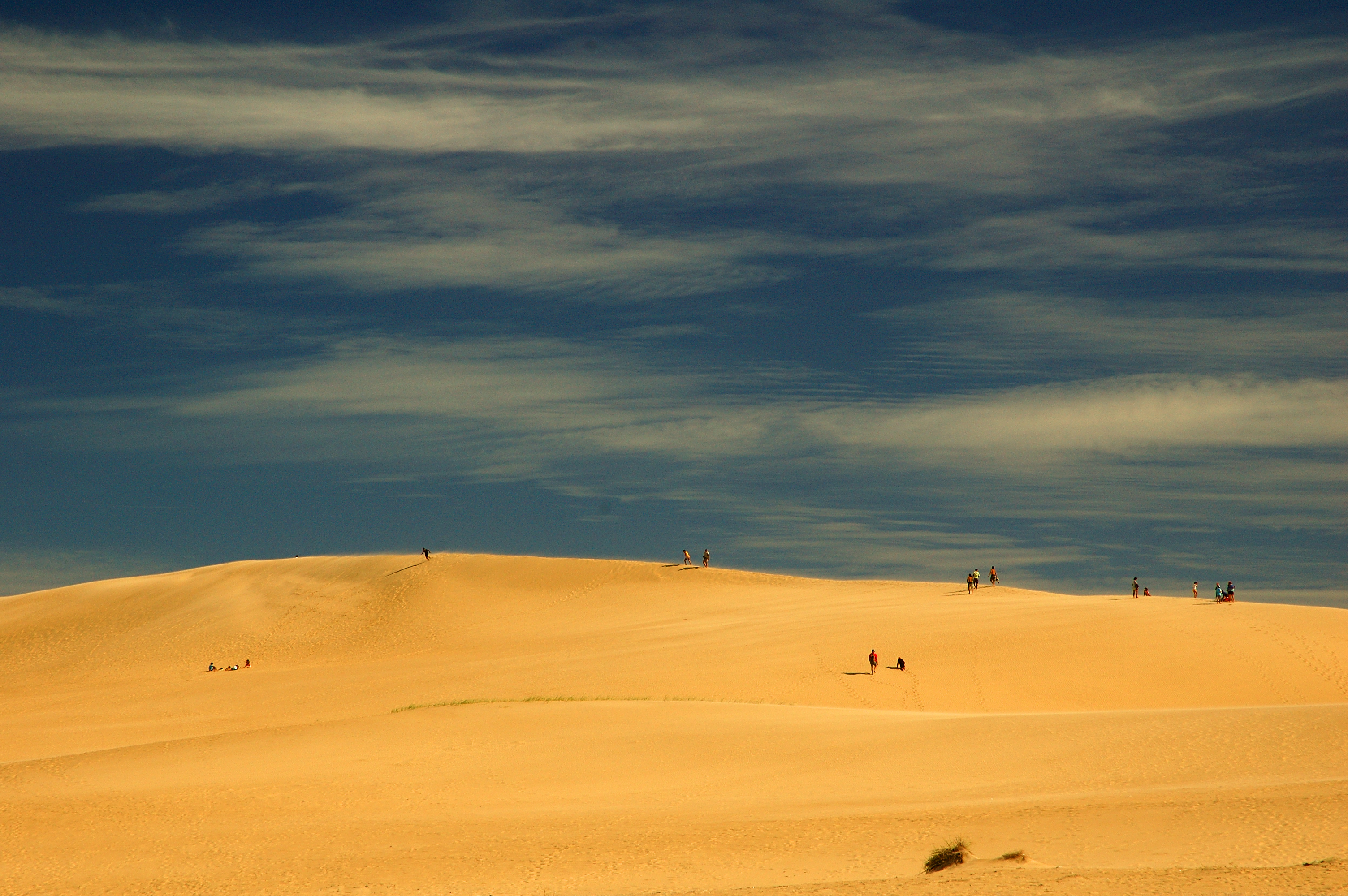
Dune a Valizas, vicino la lagune de Castillos (regione di Rocha)

## Idrografia
Lo stadio di peneplanazione raggiunto, sotto il profilo morfologico, dal territorio uruguayano ne giustifica la notevole gerarchizzazione della rete idrografica, tributaria, più o meno direttamente, dell'Atlantico. Tra le caratteristiche che distinguono i corsi d'acqua uruguayani sono inoltre la debole inclinazione del loro letto (non infrequentemente, tuttavia, interrotto da rapide e cascate) e la variabilità del loro regime, legata essenzialmente all'andamento delle precipitazioni. Più di un terzo del territorio è drenato dal bacino del Río Negro (lungo 750 km), che nasce poco oltre il confine brasiliano. Il fiume, che riceve vari affluenti, fra i quali il Río Tacuarembó da destra e il Río Yí da sinistra, è stato sbarrato nel suo corso medio da una diga che ha dato origine a un lago artificiale molto ramificato, situato a 80 metri sul mare e utilizzato per la produzione di energia idroelettrica, oltre che per l'irrigazione. Circa 90 km più a valle il corso del fiume è stato sbarrato con un'altra diga, creando così un nuovo bacino artificiale situato a 55 metri sul mare. Il Río Uruguay, che segna per circa 500 km il confine con l'Argentina, riceve l'afflusso dei corsi d'acqua che scendono dalla Cuchilla de Haedo, tra i quali (oltre al Río Negro) il Río Arapey e il Río Queguay, la cui lunghezza oscilla tra i 200 e i 300 chilometri. Il Río Uruguay, largo verso la foce fino a 12 km, è navigabile per gran parte del suo corso uruguayano; un forte ostacolo è, però, costituito dalle rapide note con i nomi di Salto Grande e di Salto Chico, dove in estate la navigazione è resa impossibile dalla scarsità delle acque. Dei fiumi che scendono verso il Río de la Plata è da ricordare il Río Santa Lucia (lungo più di 200 km), che sfocia poco a ovest di Montevideo. Molto brevi sono i corsi d'acqua direttamente tributari dell'Atlantico, a causa della vicinanza alla costa della Sierra de Carapé e della Cuchilla Carbonera. Dai versanti settentrionali di queste ultime scendono, invece, alcuni immissari del lago Merín.

## Clima

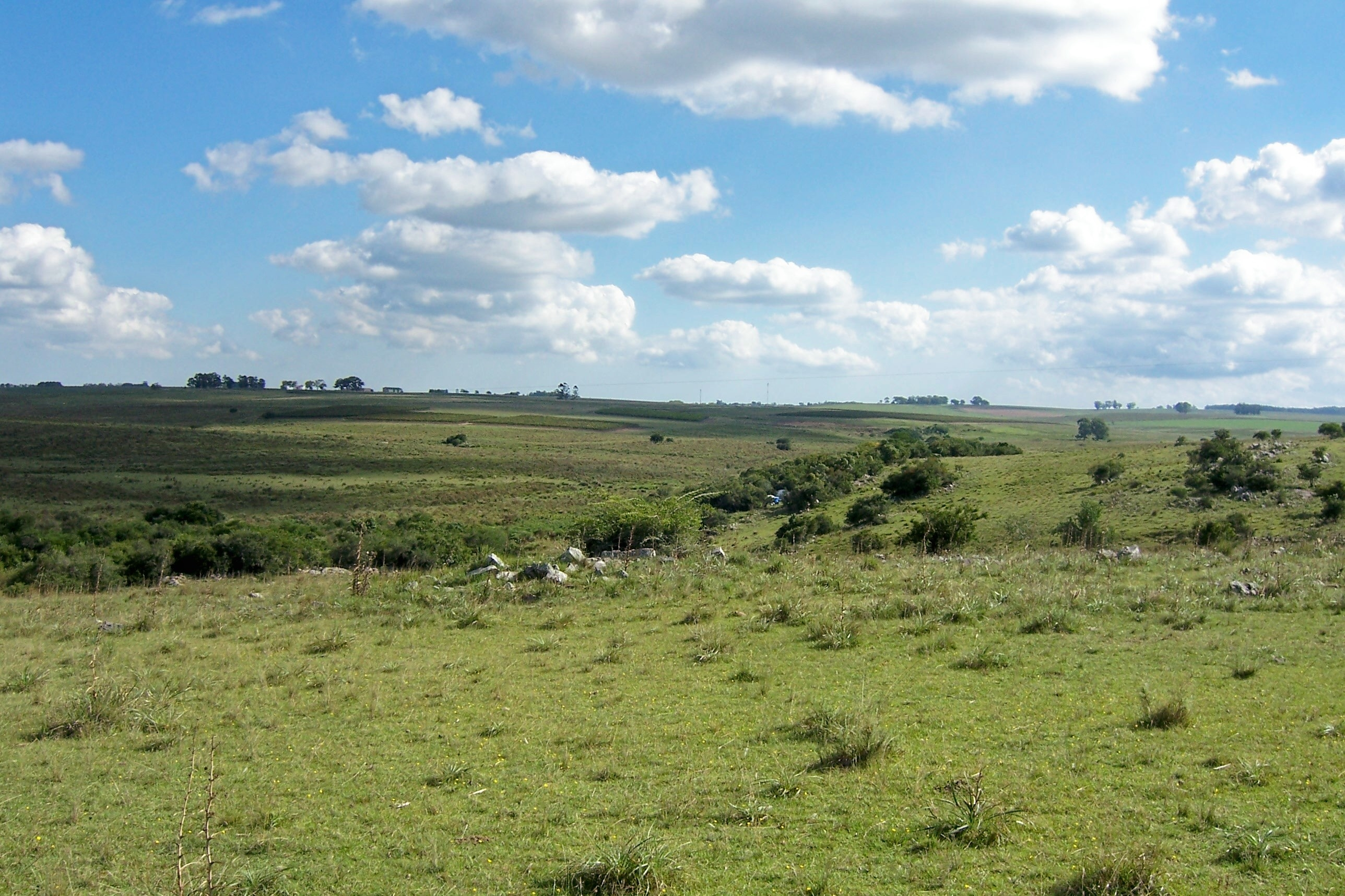
Campagna nel Dipartimento di San José.

Compreso per intero nella zona temperata australe, l'Uruguay, anche per la scarsa incisività del suo rilievo e per la debole altitudine media, risente in notevole misura dell'influsso sia dei venti sia delle correnti atlantiche. Di queste, è la corrente del Brasile che invia sulle coste uruguayane le sue ultime calde terminazioni, contribuendo ad attenuare le escursioni termiche annue. Apportatori di piogge sono, invece, i venti umidi suscitati dall'anticiclone sud-atlantico, la cui influenza si fa sentire un po' in tutti i mesi dell'anno, ma specialmente in quelli primaverili e autunnali.
Le temperature medie annue di Montevideo e di Artigas, che per la loro posizione astronomica dovrebbero presentare valori fondamentalmente diversi, sono invece piuttosto simili, rispettivamente di 17 e di 20 °C; i valori più bassi si registrano nei mesi dell'inverno australe, particolarmente in luglio (12,5 °C a Montevideo), quelli più elevati nei mesi estivi, specialmente in gennaio (22,6 °C, sempre a Montevideo).
Le precipitazioni variano dagli 850 mm a sud della Cuchilla Grande ai 1300 mm della zona di Artigas e di Rivera, al confine con il Brasile; si nota che la media annua della piovosità va aumentando da sud verso nord in modo graduale. I mesi più piovosi sono marzo, aprile e settembre (quando più sensibile è l'influsso delle masse d'aria di origine atlantica, suscitate dalla presenza della vasta area anticiclonica meridionale), i meno piovosi luglio, ottobre e novembre; le differenze stagionali però non sono particolarmente rilevanti.
Nel complesso l'Uruguay è caratterizzato da un clima che si può definire temperato, sub-oceanico in rapporto alle piogge, non eccessive anche se presenti in tutti i mesi dell'anno, e subtropicale sia per la posizione geografico-astronomica sia per le temperature invernali abbastanza elevate. Tali caratteri si riflettono con maggiore evidenza sugli aspetti del mantello vegetale.

## Flora e fauna
L'uniformità morfologica del territorio uruguayano non consente di operarvi una netta distinzione di tipo regionale; tuttavia non si può dire che manchi una certa diversità negli aspetti del paesaggio, specialmente se considerati nelle loro componenti umane e in funzione della copertura vegetale. Nel primo caso non mancano esempi di modificazioni dell'ambiente naturale da parte dell'uomo, come il grande lago artificiale (embalse) lungo il Río Negro o le trasformazioni agrarie delle colline settentrionali coltivate a vite o della stessa fascia platense coltivata a frumento e mais. Nel secondo caso, anche se generalmente si afferma che l'Uruguay è il Paese delle praterie, è anche vero che esse presentano aspetti a volte differenti, mentre non mancano all'opposto lembi di coperture vegetali diverse, anche di tipo forestale. Lungo il corso dei fiumi settentrionali e dello stesso Río Uruguay compare infatti una foresta a galleria ricca di essenze tropicali, in cui boschi di piante leguminose si alternano a mirtacee e dove si incontrano di frequente il ceibo (Erythrina crista-galli) e la palma pindó (Syagrus romanzoffiana).
Nelle parti più elevate delle cuchillas, dove l'umidità è minore compaiono boscaglie a carattere xerofilo, con Scutia buxifolia, Celtis tala, araucarie e cactacee. Una vegetazione psammofita alberga nelle zone costiere, sui litorali sabbiosi, dove recentemente l'uomo ha introdotto pini ed eucalipti. Il resto del territorio uruguayano appare rivestito da una coltre pressoché continua di praterie, dovute alle precipitazioni primaverili e autunnali su suoli in generale ricchi di humus. Tali praterie si presentano sovente come savane di tipo erboso nelle zone settentrionali e con arbusti mesofili in quelle meridionali. È questo il regno delle graminacee, che offrono un grande numero di varietà: ne sono state riconosciute alcune centinaia.
Condizioni ambientali così favorevoli all'insediamento umano e allo sfruttamento agricolo-zootecnico, come quelle presentate dall'Uruguay, hanno finito con il provocare la graduale scomparsa dell'originario patrimonio faunistico, ridotto a pochi mammiferi di piccola taglia (gatti selvatici, volpi, armadilli), mentre fino ai primi del XIX secolo frequenti erano il puma e il giaguaro. Abbastanza numerosi si sono conservati i rettili e abbastanza diffuse sono tartarughe, iguane e lucertole. Numerosissima infine, e assai variopinta, la fauna avicola, di cui caratteristici rappresentanti sono il colibrì e il sietecolores (Cyanotis rubrigaster), un piccolo uccello dal piumaggio ricco di svariati colori.